# فيدال سانابريا
فيدال سانابريا (بالإسبانية: Vidal Sanabria)‏ (11 أبريل 1966 في باراغواي - ) هو لاعب كرة قدم باراغواياني في مركز الدفاع. شارك مع منتخب باراغواي لكرة القدم. أما مع النوادي، فقد لعب مع أوليمبيا أسونسيون وسبورتيفو لوكوينو ونادي ليبرتاد وريفر بليت وديبورتيفو بيريرا ونادي سول دي أميريكا وResistencia S.C. ‏.

## وصلات خارجية
- فيدال سانابريا على موقع الاتحاد الدولي (مؤرشف)  (الإنجليزية)
- فيدال سانابريا على موقع قاعدة بيانات كرة القدم.إي يو (الإنجليزية)
- فيدال سانابريا على موقع ناشيونال فوتبول تيمز (الإنجليزية)